# 神岗站
神岗站是广州地铁14号线的一座高架车站，位於中國廣東省廣州市从化区105国道（广从南路），近佛岗村。车站于2018年12月28日随14號線一期通车而启用。

## 車站結構

### 车站楼层
本站共有三层，地面为設備層，车站附近为105國道（广从南路）、加油站、佛岗村以及其他建筑，地上二層為站廳層，地上三层為月台層。
| 地上三层 | 侧式站台 | 侧式站台                                                 | 侧式站台 | 侧式站台 |
|          | 2 站台   | █14号线 嘉禾望岗方向（下站：太平）                       |          |          |
|          | 1 站台   | █14号线 东风方向（下站：赤草）                           |          |          |
|          | 侧式站台 |                                                          |          |          |
| 地上二层 | 站厅     | 售票機、客服中心、商店、警务室、安检设施、卫生间、母婴室 |          |          |
| 地面     | 出入口   | 设备房及市政设施                                         |          |          |

### 站厅

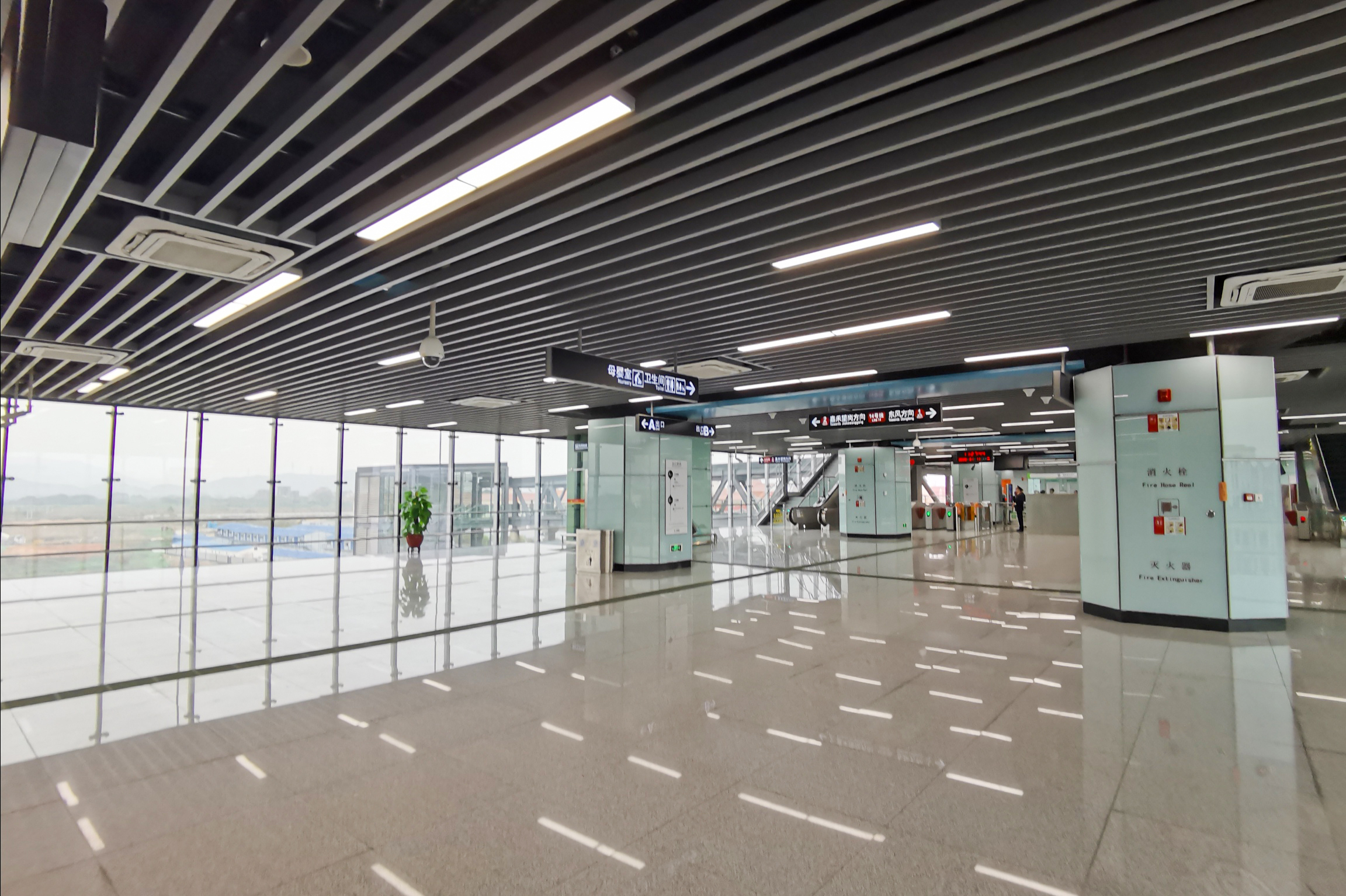
站厅

神岗站站厅設有售票機及客務中心；亦设有便利店、自动售卖机和自动售卡/充值机等自助服务设施。
为方便行人进出，神岗站站厅中心被划分为收费区，收费区内各自设有三條扶手电梯、兩組楼梯和一台专用电梯供乘客前往不同方向的月台。
另外，本站的卫生间及母婴室均设于站厅非付费区东侧。

### 月台

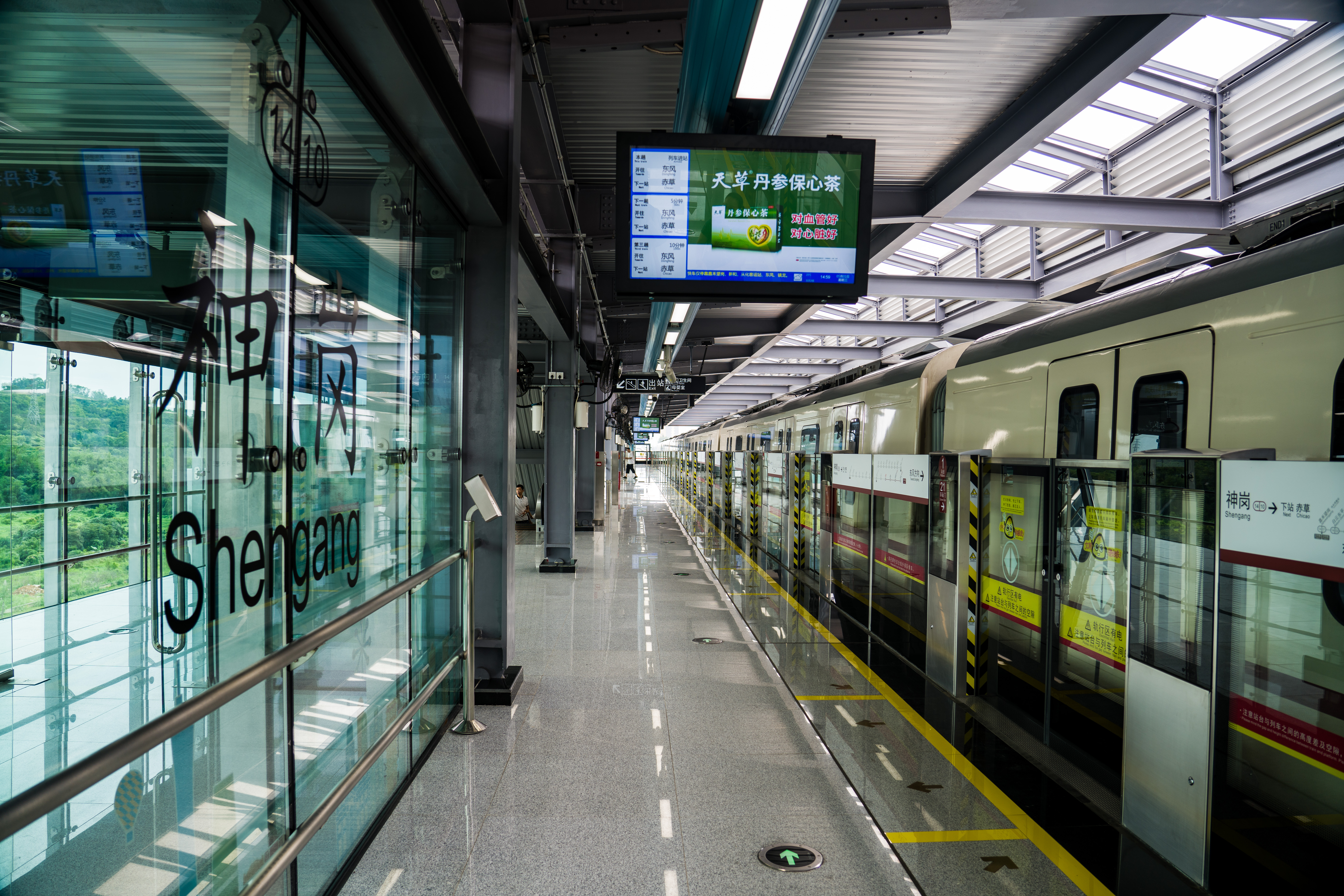
1号月台

神岗站在105國道中心的上空设有两个侧式月台。

2号站台全景图

### 出入口
神岗站设有2个出入口供乘客进出车站。
|                                           |                                                       |      |          |                                          |
| 編號                                      | 设施                                                  | 照片 | 出口指示 | 建議前往的目的地                         |
| A                                         | 盲道标志 · 升降机标志 · 无障碍通道标志 · 扶手电梯标志 |      | 廣從南路 | 太平湖田街、地鐵神崗站公交車站（東北行） |
| B                                         | 盲道标志 · 升降机标志 · 无障碍通道标志 · 扶手电梯标志 |      | 廣從南路 | 地鐵神崗站公交車站（西南行）             |
| 註： 設有 \| 設有 \| 設有 \| 設有扶手電梯 |                                                       |      |          |                                          |

## 接驳交通
| 公交（地铁神岗站） \| 编号 \| 编号 \| 线路 \| 线路 \| 线路 \| 收费 \| 备注 \| \| ---------- \| ----- \| ---------- \| ------ \| -------------------- \| ----- \| ----------------------------------------------------------------------- \| \| \| 从5 \| 太平小学 \| ⇆ \| 从化图书馆 \| 2–3元 \| \| \| \| 从802 \| 太平卫生院 \| ⇆ \| 神岗墟 \| 2元 \| 神岗墟发16:00班次、太平卫生院发15:30、16:30班次直走广从路，不进入共星村 \| \| \| 从803 \| 太平小学 \| ⇆ \| 神棋路口（G355线） \| 2元 \| \| \| \| 从807 \| 太平小学 \| ⇆ \| 石吉社 \| 2元 \| \| \| \| 从808 \| 太平小学 \| 全程 ⇆ \| 井岗菜场（从玉菜场） \| 2元 \| \| \| 地铁神岗站 \| 从808 \| 短线 ⇆ \| \| 井岗菜场（从玉菜场） \| 2元 \| \| \| \| 从夜1 \| 从化图书馆 \| ⇆ \| 太平小学 \| 3–4元 \| 从5路附属线路 \| |       |            |        |                      |       |                                                                         |
| 编号 | 编号  | 线路       | 线路   | 线路                 | 收费  | 备注                                                                    |
| | 从5   | 太平小学   | ⇆      | 从化图书馆           | 2–3元 |                                                                         |
| | 从802 | 太平卫生院 | ⇆      | 神岗墟               | 2元   | 神岗墟发16:00班次、太平卫生院发15:30、16:30班次直走广从路，不进入共星村 |
| | 从803 | 太平小学   | ⇆      | 神棋路口（G355线）   | 2元   |                                                                         |
| | 从807 | 太平小学   | ⇆      | 石吉社               | 2元   |                                                                         |
| | 从808 | 太平小学   | 全程 ⇆ | 井岗菜场（从玉菜场） | 2元   |                                                                         |
| 地铁神岗站 | 从808 | 短线 ⇆     |        | 井岗菜场（从玉菜场） | 2元   |                                                                         |
| | 从夜1 | 从化图书馆 | ⇆      | 太平小学             | 3–4元 | 从5路附属线路                                                           |

## 歷史

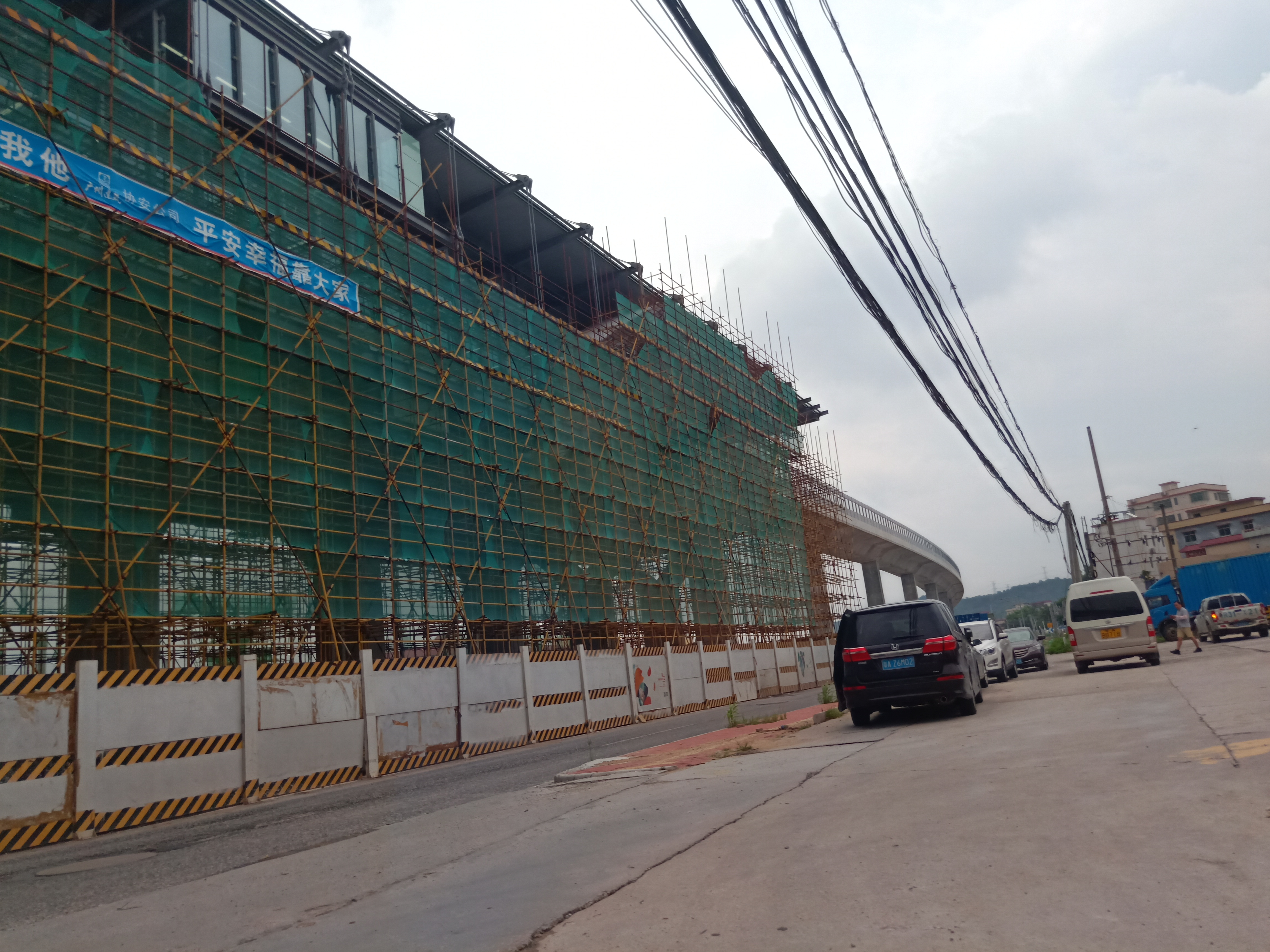
神岗站建设工地（2018年8月）

本站最早在2003年的地铁规划方案出现，為當時的新华线的其中一個車站。後來新華線分拆為來往花都區的9號線和來往從化區的14號線，本站成為14號線的車站之一。
本站在规划及建設時命名为神岗站。2018年3月，廣州地鐵集團向廣州市民政局地名委員會申報十四号线车站沿线站名，最終經公示確定以神岗站作為車站正式名稱。
車站於2018年10月30日移交三權至運營四中心。同年12月28日下午2时，随14號線一期通车而启用。

### 争议
由于神岗站设在105国道两个加油站之间，被附近居民及多位人大代表质疑不符合设计规范。广州地铁于2017年3月表示，根据广州市国规委批复的《建设工程规划许可证》，神岗站主体结构距2个加油站距离分别为36.5米、38米，两个出入口离加油站的最近距离分别为102米、50.7米，均符合市安监局要求该站满足《汽车加油加气站设计与施工规范》（GB50156-2012）的要求。因此，车站没有向东移50米的必要。数日后，广州市安监局组织各相关方召开协调会，并督促从化区国土规划部门牵头组织第三方评价机构，对地铁站周围进行全面安全风险评价。
此外，车站选址亦遭到质疑。广州地铁表示，神岗站的选址是根据从化区的总体发展规划而定的；神岗站周边规划以居住用地为主，少量商业用地；站点周边现状有大型居住区，该区域规划就业和居住人口均超过代表们建议选址的神岗墟位置附近人口数量。从建设的实际条件来看，神岗墟位置的拆迁量远比现在的选址大得多。因此，神岗站的选址是符合从化区城市发展规划。